# ستيفن ويلكينز
ستيفن ويلكينز (بالإنجليزية: Stephen Wilkins)‏ هو لاعب كرة قدم بريطاني، ولد في 31 أغسطس 1959 في أوكسبريدج في المملكة المتحدة. لعب مع تشيلسي ونادي برينتفورد ونادي بيتربورو يونايتد ونادي فارنبوروه ونادي هايز.